# Cratere Palmieri
Palmieri è un cratere lunare di 39,84 km situato nella parte sud-occidentale della faccia visibile della Luna.